# Tatsuya Yazawa
Tatsuya Yazawa (jap. 谷澤 達也, Yazawa Tatsuya; * 3. Oktober 1984 in Yaizu) ist ein japanischer Fußballspieler.

## Karriere

### Verein
Er begann seine Karriere bei Kashiwa Reysol, wo er von 2003 bis 2007 spielte. 2008 folgte dann der Wechsel zu JEF United Chiba. 2011 folgte dann der Wechsel zu FC Tokyo. Er trug 2011 zum Gewinn des Kaiserpokals bei. 2012 kehrte er zu JEF United Chiba zurück. Danach spielte er bei FC Machida Zelvia und SC Sagamihara. 2019 nahm ihn Fujieda MYFC unter Vertrag.

### Nationalmannschaft
Mit der japanischen Nationalmannschaft qualifizierte er sich für die Junioren-Fußballweltmeisterschaft 2003.

## Erfolge
FC Tokyo
- J2 League: 2011
- Kaiserpokal: 2011